# قمقلعه
قوم قلعه، روستایی از توابع بخش مرکزی شهرستان مهاباد در استان اروميه است.

## جمعیت
این روستا در دهستان مکریان غربی قرار دارد و براساس سرشماری مرکز آمار ایران در سال ۱۳۸۵، جمعیت آن ۲٬۵۷۲ نفر (۵۵۲ خانوار) بوده‌است.